# Helene Martinsson-Wallin
Helene Martinsson-Wallin, född 1959, är en svensk professor i arkeologi, verksam vid Uppsala universitet, campus Gotland.
Hon disputerade 1994 på en havsarkeologisk avhandling om ceremoniella stenstatyer på Påskön.
Hennes forskningsexpertis är Stillahavsarkeologi med tyngdpunkt på Påskön och Samoa, skandinavisk arkeologi med särskild inriktning på Gotland och Åland, samt teman såsom kulturarv, kolonisation, neolitiska processer och monumentarkeologi.

## Publikationer i urval
- Martinsson-Wallin, H., Thomas, T.(2014).  Monuments and People in the Pacific.
- Martinsson-Wallin, H., Karlström, A.(2012).  World Heritage and Identity : Three Worlds Meet: a workshop arranged during the VII International Conference on Easter Island and the Pacific : Migration, Identity, and Cultural Heritage.
- Martinsson Wallin, H.(2010).  Baltic Prehistoric Interactions and Transformations: the Neolithic to the Bronze Age
- Wallin, P., Martinsson Wallin, H.(2010).  The Gotland Papers: Selected Papers from the VII International Conference on Easter Island and the Pacific : Migration, Identity, and Cultural Heritage.